# Pascal Gourville
Pascal Gourville (Saint-Denis, 12 gennaio 1975) è un ex calciatore mauritano, di ruolo difensore.

## Carriera
Ha sempre giocato nei campionati francesi.